# アカデミー・オブ・アート大学
アカデミー・オブ・アート大学（英語: Academy of Art University）は、カリフォルニア州、サンフランシスコに本部を置くアメリカ合衆国の私立大学。1929年創立、1929年大学設置。大学の略称はAAU。
私立の美術大学であり、生徒数はおよそ1万8千人を超え、アメリカ合衆国にある美術大学としては最大である。

## 歴史
1929年創立

## 特徴
アートとデザインの美術大学として全米で最大規模。アカデミーオブアート大学のキャンパスは先進的なテクノロジーを持つ施設であり、サンフランシスコの市街地にいくつものキャンパスビルが建っている。そのため、この大学の生徒のためのスクールバスがキャンパスや寮などの建物間を往復している。いくつかの寮やキャンパスには数十のレストランやカフェがあり、大学の食事プランを購入することでいつでも食事をすることが可能。

## 関連人物
俣野努（工業デザイン学科の学科長）

## 学科
- Advertising
- Animation & Visual Effects
- Architecture
- Fashion
- Fine Art
- Game Design
- Graphic Design
- Illustration
- Industrial Design
- Interior Arch. & Design
- Motion Pictures & Television
- Multimedia Communications
- Photography
- Web Design & New Media

## スポーツ活動
美大としては珍しく最大規模の大学体育協会、全米大学体育協会(National Collegiate Athletic Association) に加入しており、スポーツ活動も盛んである。大学のスポーツクラブ全体は「The Urban Knights」と呼ばれている。
- 男子

野球
ゴルフ
クロスカントリー
陸上
サッカー
バスケットボール
- 女子

クロスカントリー
ソフトボール
ゴルフ
サッカー
テニス
バレーボール
陸上
バスケットボール